# Коргашино (городской округ Мытищи)
Коргашино — деревня в городском округе Мытищи Московской области России. Население — 229 человек (на 2010 год).

## География
Расположена на севере Московской области, в юго-восточной части Мытищинского района, примерно в 7 км к северу от центра города Мытищи и 9 км от Московской кольцевой автодороги, на правом берегу реки Клязьмы ниже Пироговского водохранилища системы канала имени Москвы.
В деревне 6 улиц — Кооперативная, Нагорная, Песочная, Песчаная, Тарасовская, Центральная и 1 тупик — Поворотный. Ближайшие населённые пункты — посёлок городского типа Пироговский, посёлок Кардо-Лента, деревни Высоково и Свиноедово.

## Население
| 1852 | 1859 | 1890 | 1899 | 1926 | 2002 | 2010 |
| ---- | ---- | ---- | ---- | ---- | ---- | ---- |
| 151  | ↘135 | ↗231 | ↘147 | ↗597 | ↘184 | ↗229 |

## История
Деревня упоминается в писцовой книге 1573 года как д. Коргашино на Клязьме.

Коргашино, деревня 2-го стана, Государств. Имущ., 62 души м. п., 89 ж., 18 дворов, 20 верст от Троицкой заставы, проселком, и потом от большой дороги 3 версты влево.— Нистрем К. Указатель селений и жителей уездов Московской губернии, 1852 год 
В «Списке населённых мест» 1862 года — казённая деревня Московского уезда Московской губернии по левую сторону Ярославского шоссе (из Москвы), в 20 вёрстах от губернского города и 7 вёрстах от становой квартиры, при реке Клязьме, с 20 дворами и 135 жителями (55 мужчин, 80 женщин).
По данным на 1890 год — деревня Мытищинской волости Московского уезда с 231 жителем, при деревне ткацкая фабрика купца 2-й гильдии Медникова, на которой трудилось 98 рабочих.
В 1913 году — 35 дворов.
По материалам Всесоюзной переписи населения 1926 года — центр Коргашинского сельсовета Пушкинской волости Московского уезда в 0,5 км от Пироговского шоссе и 3,5 км от станции Тарасовка Северной железной дороги, проживало 597 жителей (269 мужчин, 328 женщин), насчитывалось 256 хозяйств, из которых 67 крестьянских.
С 1929 года — населённый пункт в составе Мытищинского района Московского округа Московской области. Постановлением ЦИК и СНК от 23 июля 1930 года округа как административно-территориальные единицы были ликвидированы.
Административная принадлежность
В 1929—1963 и 1965—1994 годах — центр Коргашинского сельсовета Мытищинского района.
В 1963—1965 годах — центр Коргашинского сельсовета Мытищинского укрупнённого сельского района.
В 1994—2006 годах — центр Коргашинского сельского округа Мытищинского района.
В 2006—2015 годах — деревня городского поселения Пироговский Мытищинского района.